# Gender Reveal Party

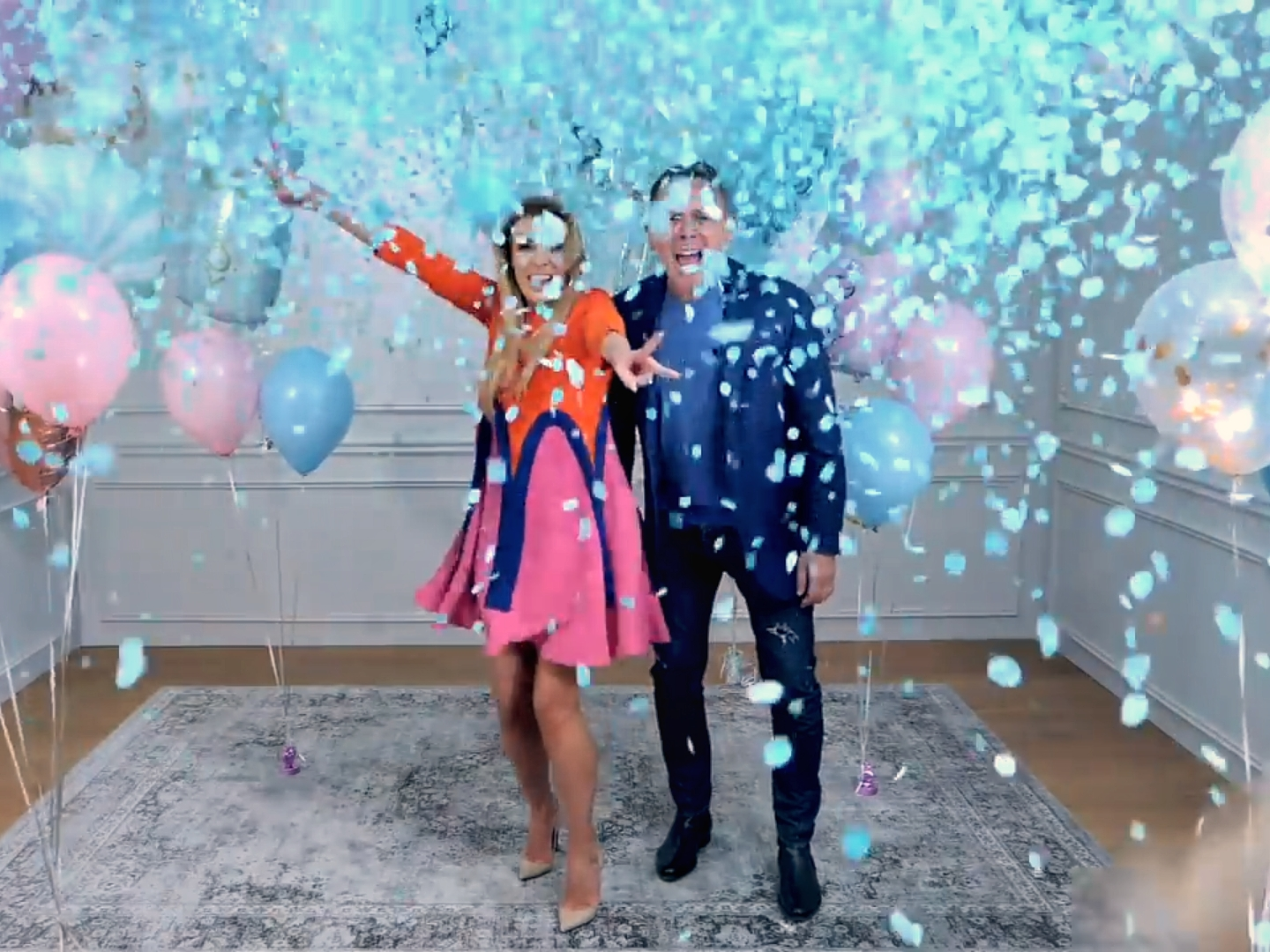
Blaues Konfetti signalisiert ein männliches Baby.

Eine Gender Reveal Party (englisch, auf Deutsch etwa Geschlechtsenthüllungsfeier, eine Eindeutschung ist nicht üblich) ist in den Vereinigten Staaten eine Feier, deren zentrales Thema die Bekanntgabe des Geschlechts eines noch ungeborenen Kindes ist.

## Allgemeines
Der Begriff „Gender Reveal Party“ definiert lediglich das zentrale Thema der Party. Der Ablauf der Feier selbst ist also nicht festgelegt, abgesehen davon, dass die Bekanntgabe des Geschlechts des erwarteten Kindes im Mittelpunkt steht. Voraussetzung für die Party ist, dass im Rahmen einer ärztlichen Untersuchung das Geschlecht des Fötus festgestellt wurde. In Deutschland darf werdenden Eltern nach § 15 Gendiagnostikgesetz das Geschlecht erst ab der 13. Schwangerschaftswoche mitgeteilt werden. Werdende Eltern, die eine Gender Reveal Party planen, lassen die dafür notwendige Ultraschalluntersuchung in der Regel um die 20. Schwangerschaftswoche herum vornehmen. Gender Reveal Partys werden daher meistens etwa um die Mitte der Schwangerschaft herum abgehalten. Die Feier kann mit einer klassischen Babyparty kombiniert werden.
Meistens überlassen die Eltern die Organisation der Party Dritten und lassen sich selbst überraschen; in diesem Fall wird das Geschlecht des Kindes vom Arzt niedergeschrieben und das Schriftstück einer weiteren Person übergeben, die dann zumindest den Teil der Bekanntgabe als Überraschung für die zukünftigen Eltern organisiert. Die häufigste Art, das Geschlecht des Kindes mitzuteilen, ist das Anschneiden eines Kuchens mit rosa oder hellblauer Füllung durch die werdenden Eltern. Der Geschmack des Kuchens ist dabei eher nebensächlich. Die Partygäste, die mitunter je nach ihrer Mutmaßung bezüglich des Geschlechts des Kindes Kleidungsstücke oder Anstecker in Pink oder Hellblau tragen, bringen für gewöhnlich Geschenke für die Eltern mit. Es kommt vor, dass Gäste aufgefordert werden, zwei Geschenke mitzubringen, die jeweils einem Geschlecht zugeordnet werden können, und das Geschenk für das „falsche“ Geschlecht nach der Party einem karitativen Zweck zuzuführen. Die Bekanntgabe soll für die Partygäste möglichst gut zu sehen sein.
Die Gender Reveal Partys ausrichtenden werdenden Eltern sind zumindest in den Vereinigten Staaten mehrheitlich heterosexuell, in einer festen Beziehung bzw. verheiratet, weiß und der Mittelklasse angehörend. Altersbedingt sind sie meist erfahren im Umgang mit digitalen Technologien und insbesondere sozialen Medien. Eine Redakteurin der US-Ratgeberwebsite für werdende Eltern BabyCenter führte 2018 an, dass die ausrichtenden Eltern ihrer Ansicht nach durch das extravagante Gestalten einer Gender Reveal Party von der Möglichkeit Gebrauch machen, die reine Verkündung des Geschlechts des Kindes mit einer Darstellung ihrer Persönlichkeiten, Hobbys und Ansichten zu verbinden, was durch den explosionsartigen Bedeutungsgewinn von sozialen Medien beflügelt wurde. Die kanadische Theologin Florence Pasche Guignard sieht einen der Hauptgründe für das Aufkommen von Gender Reveal Partys in einer „spirituellen Leere“, die etablierte Religionen bei werdenden Eltern hinterließen, indem sie für Schwangerschaft und Geburt keine Rituale vorgäben, die den Gläubigen in anderen Lebenssituationen vorgesetzt würden und ihnen Halt und Führung gäben. Die sozialen Medien wirkten bei der Ausbreitung des Phänomens als Katalysatoren, weil sich Paare, die eine Gender Reveal Party ausrichten wollen, durch das Anschauen von Party-Videos anderer Paare Inspirationen einholen würden.

## Geschichte

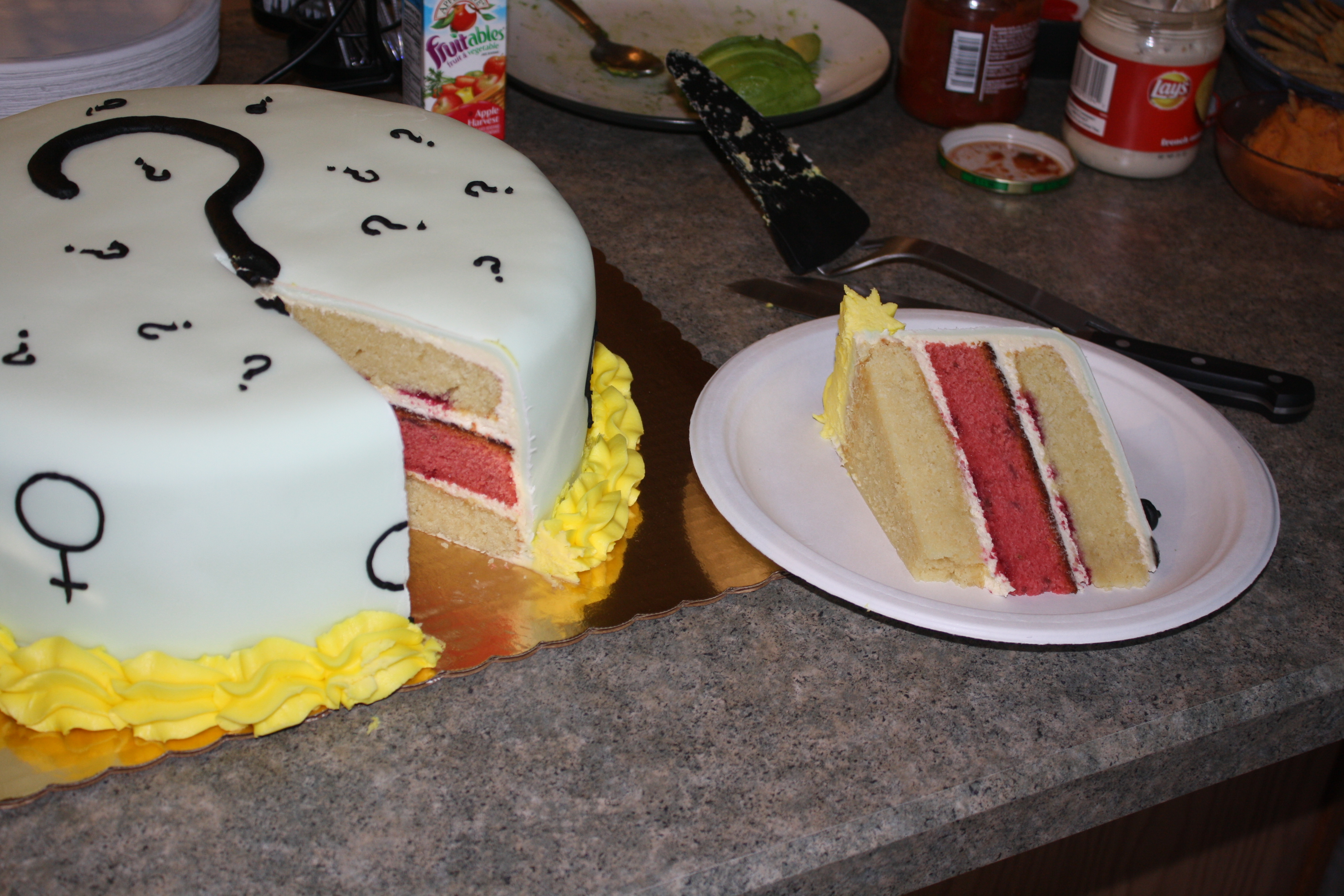
Gender Reveal Cake mit rosa Füllung zur Ankündigung eines weiblichen Babys

Als Erfinderin des „gender-reveal cake“ (auf Deutsch etwa Geschlechtsenthüllungskuchen) gilt die Bloggerin Jenna Karvunidis, die 2008 erstmals darüber schrieb. Ihr Blogartikel verbreitete sich viral über das Internet und die Idee fand viele Nachahmer. Um Freunden oder der Öffentlichkeit das Geschlecht ihres werdenden Kindes mitzuteilen, schnitten Paare vor laufenden Kameras Kuchen an, deren Füllung rosa oder blau war. Die Aufnahmen wurden auf dem damals erst vier Jahre alten Videoportal YouTube hochgeladen, ab 2010 kamen die Fotoplattformen Pinterest und Instagram hinzu.
Zum Trend wurde die Gender Reveal Party laut der Marketingabteilung von YouTube ab etwa Mitte 2011. Auch Personen, die aus dem Reality-TV bekannt waren, beteiligten sich an dem aufkommenden Phänomen und wurden dafür in den Medien rezipiert. In den Folgejahren wurde das Konzept auf weitere Backwaren wie Cake-Pops oder Cupcakes ausgeweitet. Außerdem bekam das Anschneiden von Backwaren zum Zwecke des Mitteilens des Geschlechts gegenüber Publikum nach und nach Eventcharakter.
Das Anschneiden eines Kuchens ist nach wie vor der am häufigsten gewählte Höhepunkt einer Gender Reveal Party. Da der Kerninhalt der Party jedoch lediglich das Präsentieren einer gut erkennbaren Fläche in Rosa oder Hellblau ist, kamen Präsentationsformen auf, die den ursprünglichen Charakter des Kuchenanschneidens völlig in den Hintergrund treten ließen.
- Noch nah am „gender-reveal cake“ bewegt sich die Präsentation mittels anderer Lebensmittel bzw. Gerichte wie beispielsweise Lasagne[11] oder Glückskeksen.
- Spielerische Elemente werden in die Party integriert und arbeiten auf die Verkündung des Geschlechts hin. Beispiele sind Schnitzeljagden, Puzzlespiele oder von den werdenden Eltern zu lösende Rätsel.
- Ein Paar aus Philadelphia veranstaltete ein pinkfarbenes Feuerwerk, um die Geburt eines Mädchens anzuzeigen.[12] Teile des Feuerwerks trafen unglücklicherweise die Partygäste.
- Ein Ehepaar aus National Harbor an der Ostküste der Vereinigten Staaten ließ das Wahrzeichen der Stadt, ein 55 Meter hohes Riesenrad, im Rahmen einer Gender Reveal Party rosa leuchten.[6]
- Feinkörniges, farbiges Pulver oder farbiges Konfetti erzeugen eine Wolke in der gewünschten Farbe und können zum Beispiel in Ballons gefüllt werden, die dann zum Platzen gebracht werden. 2019 nutzte ein Ehepaar einen Alligator, um eine solche Farbwolke zu erzeugen.[13] Im US-Bundesstaat Arizona nutzte ein Mann ein festes, mit buntem Pulver und Sprengstoff gefülltes Behältnis an Stelle eines Ballons und schoss im Rahmen seiner Gender Reveal Party darauf, woraufhin 180 km² Wald- und Buschland abbrannten und 800 Feuerwehrleute zum Löschen des Feuers eingesetzt werden mussten.[14]

Das Konzept der Gender Reveal Party wurde im Laufe der Zeit auf die Bekanntgabe anderer Informationen übertragen, in den Vereinigten Staaten beispielsweise, um Freunden oder der Öffentlichkeit mitzuteilen, welche College-Bewerbung eines jungen Menschen erfolgreich war.
2021 wurde ein Ehepaar in Kalifornien vor Gericht gestellt, dem vorgeworfen wird, im September 2020 durch Zünden einer Rauchbombe bei einer Gender Reveal Party einen Waldbrand ausgelöst zu haben, bei dem ein Feuerwehrmann starb. Im September 2023 kam es zu einem Flugzeugabsturz im mexikanischen Navolato im Bundesstaat Sinaloa, als ein Agrarflugzeug vom Typ Piper PA-25 nach dem Abwurf von rosa Pulver bei einer Gender Reveal Party außer Kontrolle geriet. Der Pilot wurde tödlich verletzt.

## Kritik
Ende der 2010er-Jahre wurden im Zusammenhang mit Gender Reveal Partys erstmals Fragen zum Umgang mit nichtbinären Geschlechtsidentitäten gestellt, da der bis dahin übliche Ablauf ausschließlich zwei Geschlechter vorsieht und diesen ein festes Farbschema zuordnet. Zum einen können sich Transgender-Gäste auf einer Gender Reveal Party marginalisiert fühlen und zum anderen wird dem werdenden Kind im Rahmen der Party stillschweigend ein binäres Geschlecht zugeordnet, das möglicherweise nicht das Geschlecht ist, mit dem sich die spätere Person identifiziert.
Jenna Karvunidis kritisierte 2019 das von ihr mitgeprägte Konzept und sagte, es sei ihr „aus dem Ruder gelaufen“. Es habe sich eine Besessenheit um die Geschlechtszugehörigkeit von Kindern entwickelt, wobei ein einzelner Aspekt der Persönlichkeit eines Menschen überbetont werde. Diese „Verrücktheiten“ habe sie niemals lostreten wollen.
Hier ist der Kritikpunkt vor allem die sehr stereotype Darstellung der Geschlechterrollen in den Feiern: rosa, Glitzerschmuck und Püppchen für ein Mädchen; hellblau, Autos und Sportmotive für einen Jungen. Es wird auch befürchtet, dass bei den Eltern anatomisch intersexuellen Föten der soziale Druck steigt, so früh wie möglich noch vor der Geburt ein Geschlecht festzulegen.